# Sidi Hadjeres
Sidi Hadjeres (în arabă سيدي ھجرس) este o comună din provincia M'Sila, Algeria.
Populația comunei este de 6.686 de locuitori (2008).